# Victoire de Margerie
Victoire Jacquin de Margerie, bekannt unter dem Namen Victoire de Margerie, (* 6. April 1963 in Suresnes) ist eine französische Unternehmerin.
Sie sitzt in mehreren Verwaltungsräten. Von 2003 bis 2011 war sie Professorin für strategisches Management an der Grenoble École de Management. Seit 2009 ist sie CEO und Hauptaktionärin von Rondol Technology (einem britisch-französischen Unternehmen für Mikromechanik) und seit 2015 Vizepräsidentin des World Materials Forum.

## Leben
Victoire de Margerie ist die Tochter des Versicherungsunternehmers Pierre-Alain Jacquin de Margerie und der Colette Taittinger. Ihr Großvater ist der Unternehmer und Politiker Pierre Taittinger. Sie gehört sowohl zur Unternehmerfamilie Taittinger aus der Luxusgüterbranche als auch zur Unternehmerfamilie Jacquin de Margerie, einer altbürgerlichen Familie aus der Champagne.
Nach ihrem Abschluss an der École des hautes études commerciales de Paris (HEC) im Jahr 1983 und am Institut d’études politiques de Paris im Jahr 1986 absolvierte sie Weiterbildungsprogramme an der European School of Management and Technology in Berlin (1994) und an der Stanford Graduate School of Business (1997). Im Jahr 2007 promovierte sie an der Universität Panthéon-Assas in Betriebswirtschaftslehre.
Nach ihrem Abschluss am Institut d’études politiques de Paris arbeitete sie bei der Elf-Aquitaine-Tochter Elf Atochem, später Arkema, zunächst als Leiterin des europäischen Vertriebsnetzes und ab 1990 als Direktorin für Mergers & Acquisitions in Osteuropa.
Nachdem sie 1992 in Leipzig ein Werk für Kunststoffextrusion errichtet hatte, übernahm sie dort die Geschäftsführung, bevor sie 1995 zu CarnaudMetalBox – ein Unternehmen, das inzwischen von Crown Holdings übernommen wurde – als Qualitätsmanagerin für den Geschäftsbereich Europa wechselte.
1998 kam sie zu Rio Tinto Alcan, das sie 2002 als Geschäftsführerin des Geschäftsbereichs Plastikflaschen in Chicago verließ.
2003 wurde sie Professorin für Management an der Grenoble École de Management. Während ihrer achtjährigen Lehrtätigkeit (bis 2011) veröffentlichte sie vier Bücher, die sich mit Managementpraktiken, Unternehmensführung und -strategie befassen.
Im Jahr 2011 wurde sie Präsidentin von Rondol Technology, einem Hersteller von Extrudermaschinen für pharmazeutische Anwendungen.

## Auszeichnungen
- 2019: Aufnahme in die Académie des technologies[5][6]
- 2011: Ritter der Ehrenlegion
- 2010: Ritter des Ordre des Palmes Académiques

## Veröffentlichungen
- 2014: Emballage Digest, „Quand la crise est une opportunité d'innovation“
- 2011: mit Jiang B (2011), International Journal of Operations and Production Management, „How relevant is Operations Management research to managerial practice?“
- 2011: mit Le Loarne S. (2011), Verlag Dunod, La Boite à outils du chef d'entreprise[7]
- 2009: Verlag L’Harmattan, Strategy and Technology: Towards a Technology Based Sustainable Competitive Advantage[8]
- 2009: Zeitschrift Management & Avenir, „Organisation de la gouvernance et Stratégie d'entreprise: état des lieux des 120 premières entreprises françaises cotées“